# Abisso Milwaukee

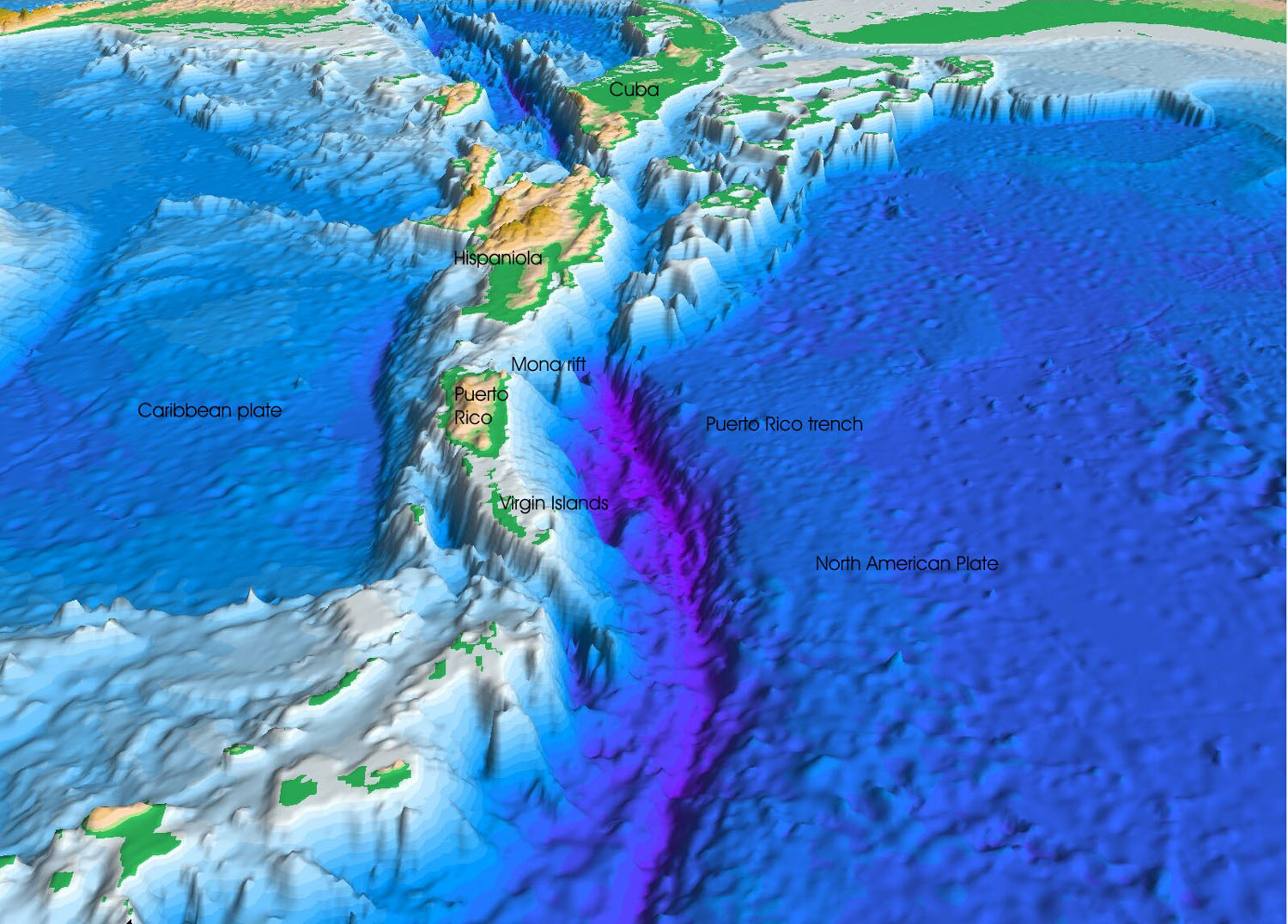
Prospettiva della fossa di Porto Rico nella quale si trova l'abisso Milwaukee

L'abisso Milwaukee (in inglese: Milwaukee Deep o Milwaukee Depth) è un abisso oceanico facente parte della fossa di Porto Rico, situato a circa 135 km a nord dell'isola di Porto Rico. Scende fino ad una profondità di circa 8 300 metri sotto il livello del mare, che ne fanno il punto in assoluto più profondo dell'Oceano Atlantico.
L'abisso deve il suo nome all'incrociatore americano USS Milwaukee, che il 14 febbraio 1939, mentre era in navigazione a nord di Hispaniola e Porto Rico, registrò con la sua strumentazione, il punto più profondo dell'Oceano Atlantico.